# Opel Combo
El Opel Combo es una furgoneta pequeña del fabricante alemán Opel. Algunos de sus rivales actuales son los Fiat Doblò, Ford Connect, Peugeot Partner, Renault Kangoo y Volkswagen Caddy. Existen tres generaciones del Combo. Las dos primeras están desarrolladas sobre la plataforma del Opel Corsa B y C. Para la tercera generación, Opel firmó un acuerdo con Fiat para comercializar bajo el nombre Opel Combo una versión ligeramente restilizada del Fiat Doblò.
Las generaciones están diferenciadas por letras A, B y C, como toda la gama del fabricante alemán, pero Holden aplica los distintivos SB and XC respectivamente, reflejando el parentesco Holden Barina con SB y XC que a su vez son un Opel Corsa B y C, respectivamente)
El Primer Opel Combo apareció en  1994, su segunda generación fue introducida en 2001 y la tercera en 2011.
El nombre "Combo" fue previamente aplicado a una furgoneta basada en el Opel Kadett E.

## Historia
El modelo Original surgió del modelo Opel Kadett E, en 1986 hasta 1994 y fue denominado como Opel Kadett Combo, conocida como la (Combo A).  

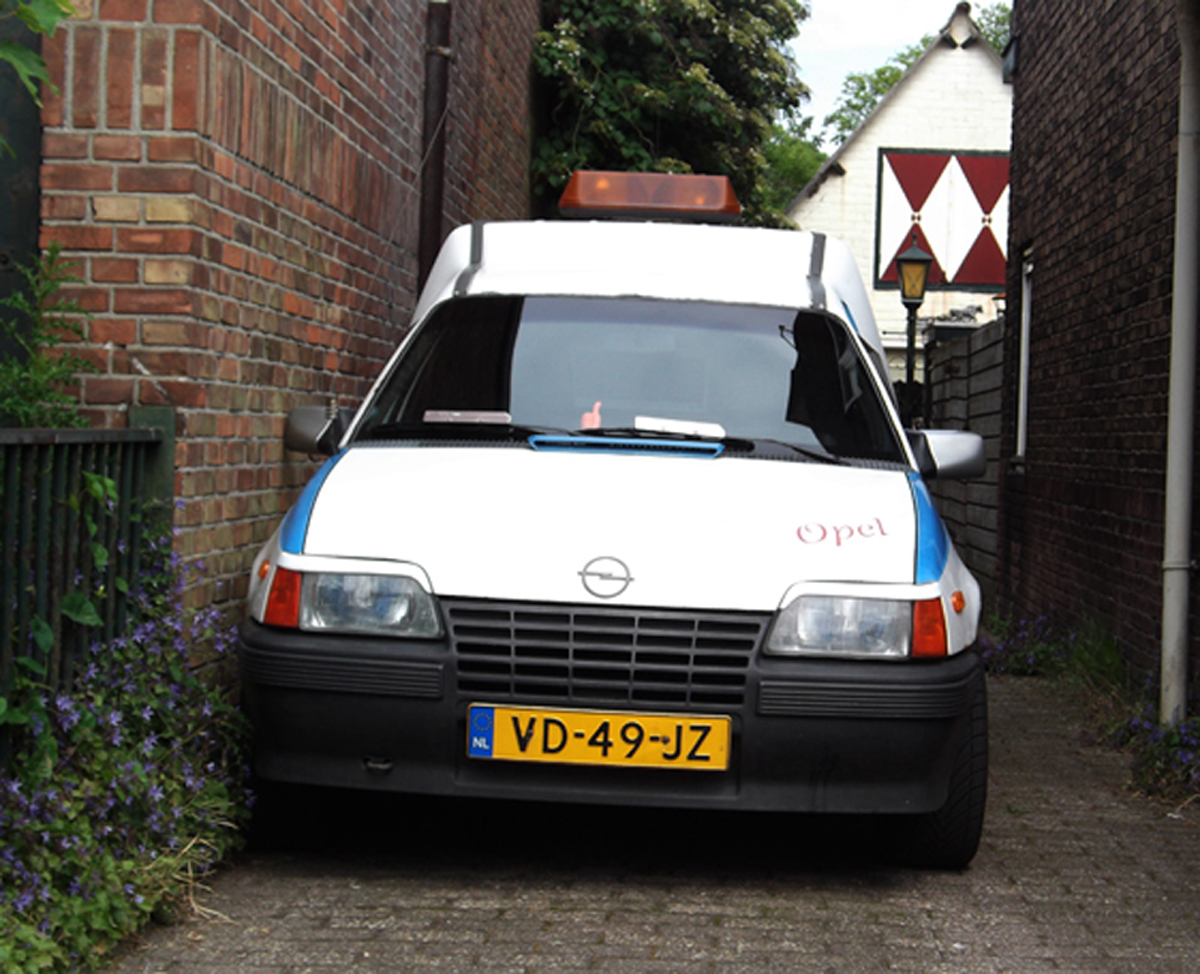
Frontal Combo A
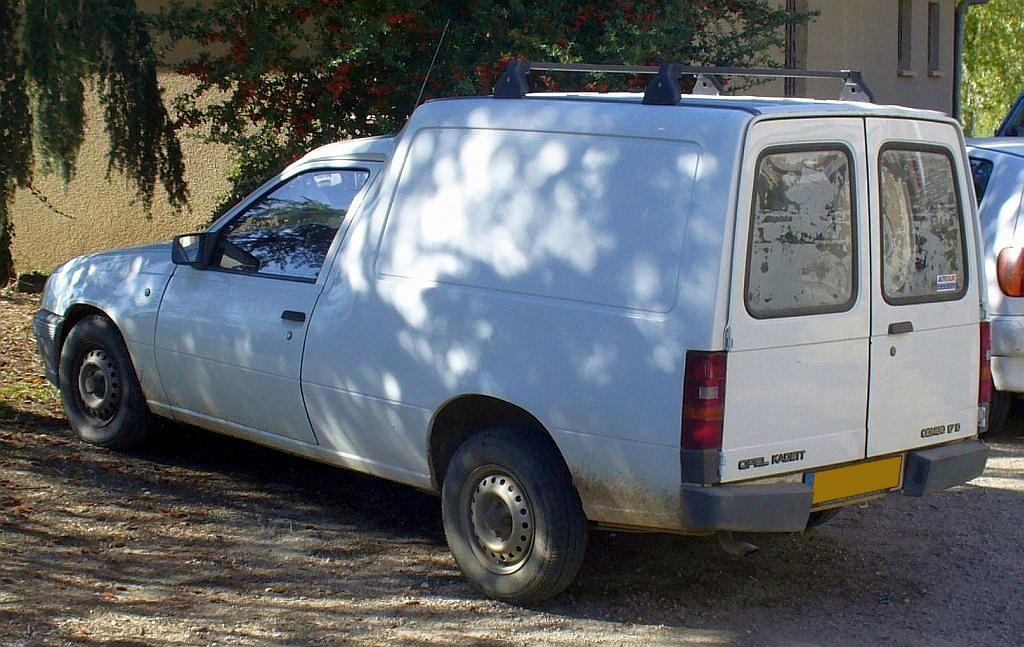
Vista trasera

## Primera generación (Combo B) 1994- 2001
La primera generación del Opel Combo fue lanzada en 1994, era un derivado del utilitario Opel Corsa B, puesto a la venta dos años después. El frontal (hasta el Pilar-B) es prácticamente idéntico al Opel Corsa (excepto por el techo y la trasera), pero la plataforma fue extendida, por tanto, la distancia entre ejes y el cuerpo en general también se extendió para acomodar un gran espacio de carga, siendo posible cargar un  palé. La Opel Combo A tiene dos puertas traseras simétricas que se pueden abrir independientemente.

### Versiones
El aumento de ventas permite que Opel lance una versión de pasajeros con 5 plazas (furgoneta de pasajeros) en 1995, llamada Opel Combo Tour. Se diferencia de la furgoneta de carga al tener el espacio de carga con nuevas ventanillas laterales y tres asientos para pasajeros con sus respectivos cinturones.

### Motores
- 1.4L  8V SOHC Ecotec
- 1.6L  8V SOHC Ecotec
- 1.7L  8V SOHC Diesel

### Mercado
Aunque el principal mercado de la Combo es Europa, también fue vendida en otros lugares, en mercados donde GM usualmente usa modelos derivados de Opel. 
Azambuja Planta de GM en Portugal es la única fábrica que lleva a cabo el ensamble del furgón Combo, Todos estos modelos fueron reemplazados simultáneamente con la Opel Combo B en 2001.

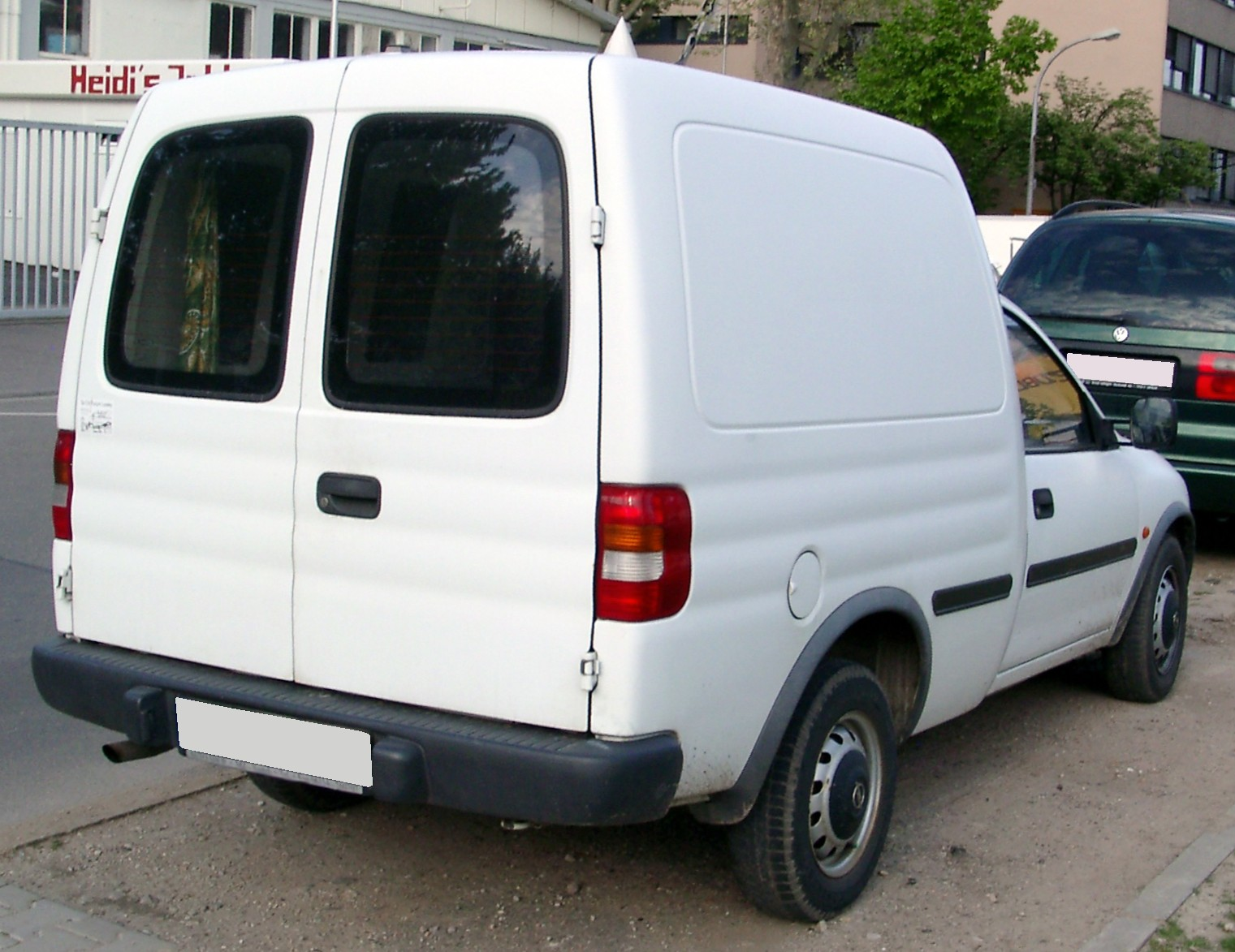
Vista trasera

## Segunda generación (Combo C) 2001-2012
La segunda generación apareció en 2001. Si bien la mayoría de competidores había roto sus relaciones con sus hermanos sub-compactos, Opel decidió basar al Combo en el Corsa de nuevo. El uso del utilitario contrasta con un cuerpo trasero lo suficientemente ancho para un vehículo de carga. En general el espacio de carga ahora se ve más unido con el resto del habitáculo. Nuevamente el frontal es calcado al del Opel Corsa. En comparación con la generación anterior, el Combo B ganó puertas laterales traseras corredoras (tanto en versiones de pasajeros y/o de carga, ya sea con una o dos puertas correderas).

### Versiones
También fue lanzada otra versión del Opel Combo Tour a la que más tarde le siguió el  Opel Combo Tour Arizona (Combo Tour Tramp en algunos mercados), en un intento para captar clientes de furgonetas con aspecto y características camperas. El Combo Tour Arizona (Tramp) Fue pensada como una furgoneta pero llevada más allá del ámbito de carga, modificaciones específicas para este modelos, como mayor altura libre del suelo, techo panorámico y diversos aderezos para hacerla más robusta. 
Las versiones de carga tienen doble puerta trasera de apertura independiente, en Combo Arizona estas puertas fueron remplazadas por solo una de mayor tamaño.
En 2006, en la planta de Azambuja (Portugal) la producción fue suspendida y llevada la planta de Opel en Figueruelas (España), donde también se ensamblan los modelos Mokka Crossland Aircross y Corsa.

### Motores
- 1.4L 16V TwinPort ECOtec
- 1.6L 8V ECOtec
- 1.6L 16V GNC
- 1.3L 16V CDTI
- 1.7L 16V DI
- 1.7L 16V DTI
- 1.7L 16V CDTI

## Tercera generación (Combo D) 2012-2018
En 2010 Opel llegó a un acuerdo con Fiat Professional para comercializar como Opel Combo D la furgoneta pequeña Fiat Doblò presentada en 2009. Es producida en la fábrica turca de TOFAŞ Bursa, propiedad de TOFAŞ, filial de Fiat Group Automobiles. El Opel Combo es un vehículo comercial ligero el cual se puede escoger en dos configuraciones; vehículo comercial, denominada Cargo, y para pasajeros, a la que Opel llama Tour (para cinco o siete pasajeros). También se puede escoger entre dos batallas diferentes (2,75 y 3,11 metros), y dos alturas (1,85 y 2,10 metros). El techo alto sólo lo podremos equipar, eso sí, junto con los vehículos de batalla corta. La versión con batalla corta y techo bajo alcanza los 3,4 metros cúbicos de capacidad (un máximo de 4,6 dependiendo de las versiones), lo que sitúa al Opel Combo entre los mejores dentro de la competencia.
Opel tiene prevista la posibilidad de realizar transformaciones sobre este Opel Combo (así como en sus dos otros vehículos comerciales, el Opel Movano y el Opel Vivaro). Estas, las trasformaciones, pueden pedirse directamente desde fábrica o a través de talleres locales con los que la marca colabora activamente.
El Opel Combo cuenta con seis disponibles, entre diesel, gasolina y una versión GNC. Además hay que saber que todos los motores se podrán escoger en su versión más eficiente, denominada por Opel ecoFLEX, que además de algunas otras medidas, incluye el sistema de parada y arranque automático del motor Start/Stop.
En el rango de los diesel comienza por el conocido 1.3 CDTI de 90 CV (4,8 litros de consumo medio), el 1.6 CDTI de 90 CV (5,6 litros), el 1.6 CDTI de 105 CV (5,6 litros) y por último el 2.0 CDTI con 135 CV, que tiene un consumo de 6 litros cada 100 kilómetros. Todos estos datos se ven mejorados entre una y dos décimas si optamos por las versiones ecoFLEX.
En Gasolina la opción se reduce al propulsor 1.4 de 90 CV y 127 Nm de par máximo, que homologa un consumo medio de 7 litros cada 100 kilómetros
Finalmente como alternativa a los combustibles tradicionales se ofrece la Combo GNC 1.4 ecoFLEX, que rinde 120 CV. Es un motor que puede funcionar tanto con gasolina como con gas natural. Para el primer tipo de combustible cuenta con un depósito de 22 litros, y para el segundo está equipado con cuatro cilindros de almacenaje CNG con un volumen total de 95 litros.

### Motores
- 1.4i 90cv
- 1.4 GNC 140cv
- 1.3 CDTI 90cv
- 1.6 CDTI 90cv
- 1.6 CDTI 105cv
- 2.0 CDTI 135cv

## Cuarta generación (Combo E) 2018-presente
La cuarta generación de la Combo corresponde a la tercera generación de la Furgoneta pequeña PSA, también conocida como Citroën Berlingo, Peugeot Partner/Rifter y Toyota ProAce City, y se produce en la Fábrica PSA de Vigo.
- Datos: Q1136710
- Multimedia: Opel Combo / Q1136710